# 15727 Ianmorison
15727 Ianmorison este un asteroid din centura principală de asteroizi.

## Descriere
15727 Ianmorison este un asteroid din centura principală de asteroizi. A fost descoperit pe 10 octombrie 1990 la Tautenburg de Lutz Dieter Schmadel și Freimut Börngen. Asteroidul prezintă o orbită caracterizată de o semiaxă mare de 2,28 ua, o excentricitate de 0,14 și o înclinație de 3,2° în raport cu ecliptica.